# Schron amunicyjny „Dłubnia”
Schron amunicyjny „Dłubnia” – jeden z obiektów austriackiej Twierdzy Kraków.
Znajduje się przy ul. Łowińskiego w Nowej Hucie, 600 metrów na południe od Fortu pancernego głównego 49a „Dłubnia”.
Powstał w latach 1914–1915 według typowego projektu. Schron zbudowany jest z kamienia i cegły. Posiada stalowo-betonowy, pokryty blachą strop. Jest wkomponowany w zbocze wzgórza. Zachował się w stanie dobrym.